# 下間頼賑
下間 頼賑（しもつま らいしん）は、安土桃山時代から江戸時代の僧。本願寺の家臣。下間頼資の次男で頼純の弟。通称は少弐、別名は頼豊。
天正10年（1582年）頃に本願寺へ出仕、少弐を名乗る。文禄2年（1593年）に准如が本願寺法主になると奏者に就任、法橋となった。文禄4年（1595年）に准如へ誓詞を差し出した時、同族の下間頼廉と兄に続いて個別に誓詞を提出したことから、2人と共に奏者の3人体制に組み込まれたと考えられている。准如が報恩講について記録した日記『慶長期報恩講日記』にも名前が載っていて、慶長2年（1597年）11月21日条に准如の相伴衆の名簿（明日斎之日記）を預かる当番を任された、27日条に無礼を働いた僧2名に准如からの御堂出仕禁止命令を伝えた、29日に頼廉ら4人の年寄と共に鯛・鱈を進上したことが記されている。慶長4年（1599年）までに法眼となる。
しかし慶長9年（1604年）、准如の兄の東本願寺法主教如に召し出された。教如側の家臣引き抜き工作を警戒していた准如は頼賑の同族の下間仲孝・下間頼芸を奏者に任命、教如との接触禁止を書いた誓詞を提出させていたが、頼賑は西本願寺を退去・閑居していた所を教如に召し出された（東本願寺の家臣団名簿に下間少弐法印と記録されている）。教如からは大いに重用され、町奉行・取次役・教如の次男観如の奏者に就任、慶長16年（1611年）の観如の死後は教如の奏者になった。教如が没する慶長19年（1614年）前後に東本願寺を退去した。